# Coquenia
Coquenia — вимерлий рід Notoungulate, що належить до родини Leontiniidae. Він жив у середньому еоцені Аргентини.

## Опис
Відомий лише за залишками черепа та нижньої щелепи, Coquenia, можливо, був твариною міцної статури, розміром приблизно з вівцю. Зубний ряд цієї тварини мав низьку коронку (брахідонт), а різці нагадували ікла з губним і язиковим поясом. Другий верхній різець був більш розвинутий, ніж два інших, типова характеристика Leontiniidae, тоді як верхні ікла мали повернуту коронку з губним і язиковим поясом. Чотири премоляри мали передньоязиковий цингулум з невеликим басейном, розташований безпосередньо перед протоконусом. Премоляри поступово збільшувалися в розмірі до задньої частини щелепи. Верхні моляри мали губний цингулум і задню ямочку, як і нижні моляри. Третій верхній моляр був ширшим біля основи язикової сторони.

## Класифікація
Coquenia є базальним представником родини Leontiniidae, групи токсодонтових Notoungulates, які з'явилися в еоцені та дожили до міоцену, з міцним тілом і масивними ногами. Кокенія була одним із найдавніших представників родини разом зі своїм родичем Martinmiguelia.
Coquenia bondi вперше була описана в 2008 році на основі викопних останків із пам’ятного масиву Пампа Гранде формації Лумбрера в провінції Сальта в Аргентині.